# Yörük

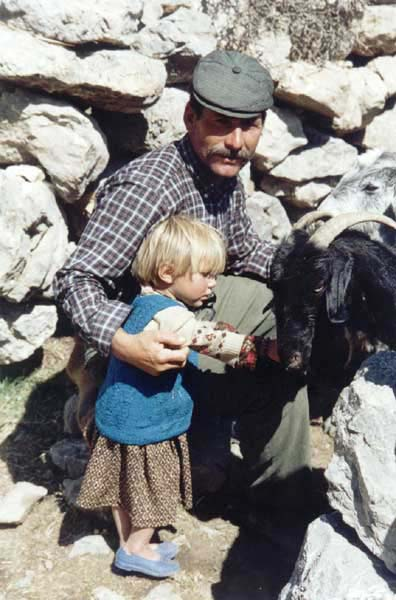
Un padre Yörük con su hija, Antalya

Los Yörük son una población étnica de habla turca que habita esencialmente las montañas del sudeste de la península balcánica europea y Anatolia. Su nombre se cree que procede del verbo turco yörü (yürümek, en infinitivo), que significa «caminar», de ahí el término yörük que designa a «aquellos que caminan, caminantes» (nómadas).

## Etnicidad
Para hacernos una idea de la profunda identidad étnica de los yörük, aún hoy en día aparecen registrados separadamente del resto de la población en los censos de Macedonia del Norte hay que remontarse a una época anterior al año 1360, cuando gran número de pastores nómadas yörük procedentes de la región de Konya, en el centro de Anatolia, se establecieron en dicho país, y sus descendientes son denominados Konariotas, por sus orígenes en Konya y son generalmente considerados como los habitantes de origen túrquico primigenios de Anatolia. Aunque el pueblo yörük cada vez con más frecuencia se establece en un lugar para echar raíces en el mismo, muchos yörük todavía mantienen su estilo de vida nómada, criando cabras y ovejas en las montañas de Pindus (Epiro, Grecia y el sur de Albania), la región montañosa de Shar (Macedonia del Norte), o las estribaciones de Pirin, Rodopé (Bulgaria) y la cordillera de Tauro (Turquía). Los llamados turcos de Kailar (Kailar es el nombre turco Ptolemaida) quiénes antes habitaron partes de Tesalia y Macedonia (sobre todo cerca de la ciudad de Kozani) fueron un grupo semi-sedentario, criadores de ganado que abrazaron la fe cristiana para poder así evitar su expulsión de Tesalia, que se integró en Grecia en 1881. Esta población es la misma que anteriormente cité en relación con la población yörük en Macedonia del Norte, denominada más específicamente como Konariotas.

## Estilo de vida
Su estilo de vida nómada y el hecho que se extendieran por los Balcanes llevaron al célebre etnógrafo y folclorista germano Arnold van Gennep (1873 - 1957) a intentar establecer un nexo entre los yörüks y los sarakatsani o karakachans de Grecia, vínculo que según sus estudios existe. Sin embargo, para otros estudiosos, los Sarakatsani, desde el primer momento que aparecen registrados en los textos escritos, son mencionados como cristianos ortodoxos, como un clan étnico griego de habla griega, por lo que según su opinión no existe ninguna conexión con los yörük, ni siquiera lingüística, cultural, religiosa, excepto por el hecho de que ambos eran poblaciones trashumantes de nómadas que criaban ovejas en la región balcánica durante el período otomano.

## Población
Historiadores y etnólogos denominan frecuentemente a la población yörük de Anatolia con el apelativo adicional de "Yörük Turcomanos". En el habla común de hoy en día en Turquía, los términos Türkmen y Yörük indican los paulatinos grados de mantenimiento de las costumbres y la conservación del antiguo estilo de vida seminómada de las poblaciones relacionadas con los turcomanos (no confundir ni mezclar el resto de significados de la palabra empleados en el contexto internacional, con países como Turkmenistán, por ejemplo), quienes llevan, en su gran mayoría una vida totalmente sedentaria, aunque conservando parte de su herencia cultural a través del folklore y las tradiciones, las artes como la confección de alfombras, así como la costumbre continuada de mantener una vivienda yayla para los veranos, etc. además de promover el mantenimiento de una asociación aún más fuerte con el nomadismo. Asimismo su relación con la comunidad aleví de Turquía, que habita predominantemente las mismas regiones de Anatolia, es muy estrecha.
Si para las poblaciones yörük en los Balcanes es relativamente fácil emplazar un origen en su migración desde Anatolia, asimismo lo es en los clanes anatolios, que sugieren que sus raíces se remontan a los turcos Oghuz. Clanes estrechamente relacionados con los yörüks se encuentran dispersos por toda la península de Anatolia, en particular alrededor de la cordillera del Tauro y más a al este, junto a las orillas del mar Caspio. De los clanes turcomanos de Persia (Irán), los yomuts, proviene la definición más cercana a yörük. Una ramificación interesante del corpus de la etnia yörük son los tahtaci de las regiones montañosas de Anatolia occidental, quiénes, como su nombre indica (Tahta significa madera en turco), han tenido como ocupación desde siglos los trabajos de silvicultura y la artesanía de la madera, aunque compartan tradiciones similares (con tonos marcadamente matriarcales en su estructura de sociedad) con sus clanes familiares yörük. El pueblo qashqai del sur de Irán (alrededor de Shiraz), y los çepni de la región del mar Negro de Turquía son también dignos de mención debido a que comparten características similares.
Serik, ciudad turca en la Provincia de Antalya se suele considerar la capital de la "República Yörük", pues no en vano alberga a un gran número de comunidades y familias de origen étnico yörük.
- Datos: Q170056
- Multimedia: Yörük / Q170056